# Fratelli di sangue (film 1935)
Fratelli di sangue  (Thicker than Water, nell'originale inglese) è un cortometraggio del 1935 interpretato da Stanlio e Ollio.

## Trama
Trama: Stanlio (Stan Laurel) abita in affitto nella casa di Ollio (Oliver Hardy) che, a sua volta, ha una moglie (Daphne Pollard) particolarmente acida ed aggressiva che li costringe, dopo pranzo, a lavare i piatti mentre i due vorrebbero andare ad assistere alla partita. Ovviamente, anche una cosa semplice come lavare i piatti non fa per loro dato che alla fine, dopo molti imprevisti, distruggeranno tutte le stoviglie. Ricevono anche la visita di un creditore (James Finlayson), venuto a riscuotere la rata dei mobili i cui soldi la moglie aveva consegnato, il giorno precedente, a Ollio che a sua volta li aveva dati a Stanlio, dicendogli di andare a pagare la rata e questi li aveva ridati, dopo un po', a Ollio come pagamento della pigione e da Ollio erano stati consegnati alla moglie, durante il pranzo, con tale motivazione. Dopo una confusionaria ricostruzione dei passaggi del denaro, alla fine il creditore ottiene il suo denaro mentre la collerica donna, monta, a ragione, su tutte le furie. Poco dopo, Stanlio consiglia al suo amico di prelevare dalla banca 300 dollari, tutti i risparmi, e saldare in unica soluzione quanto dovuto per i mobli, risparmiando, fra l'altro, anche i soldi per gli interessi. Così, malgrado il parere contrario della moglie di Ollio, i due amici si recano in banca a prelevare il denaro. Appena usciti dalla banca, però, entrano in un locale dove si stanno effettuando delle aste e lì trovano una signora (Gladys Gale) che li prega di aggiudicarsi, a qualsiasi prezzo, un vecchio orologio a pendolo da parte sua mentre lei va a casa a prendere i soldi, promettendo che se riusciranno nell'impresa li avrebbe ricompensati. Ollio, per galanteria, accetta l'incarico ed i due riescono ad aggiudicarsi l'orologio, anche se ne fanno salire il prezzo in quanto ognuno dei due prende a rilanciare con delle offerte superiori a quelle dell'amico ed arrivando fino a 290 dollari. Al momento di pagare i due fanno presente che l'orologio non è per loro ma il banditore (Harry Bowen) chiama il proprietario della sala d'asta che altri non è che l'iracondo creditore delle rate dei mobili e quindi Ollio comprende che è il caso di pagare senza altri indugi. Appena fuori dal negozio, però, i due posano in mezzo alla strada il pesante oggetto che viene subito distrutto da un camion che gli passa sopra. Nel frattempo, la moglie di Ollio, recatasi in banca, scopre del prelievo fatto da questi e subito dopo il padrone della casa d'aste la informa che Ollio ha speso 290 dollari per acquistare un orologio antico. A casa, i due amici sono piuttosto demoralizzati e Ollio dice a Stanlio di tenere la bocca chiusa su quanto è accaduto ma la moglie, che sa già tutto, arriva a casa e, furibonda, dà un pesante colpo di padella sulla testa del marito. Ollio viene, in seguito a ciò, ricoverato in ospedale, dove Stanlio lo va a trovare e dove il dottore (Allan Cavan) lo informa che Ollio ha urgentemente bisogno di una trasfusione di sangue; Stanlio, quindi, viene usato come donatore ma qualcosa durante la trasfusione va storto ed un'eccessiva quantità di sangue viene trasfusa da Stanlio a Ollio e ciò ha degli effetti particolari sul loro fisico, così Stanlio diventa fortemente somigliante ad Ollio, con tanto di baffetti, carattere e la voce di Ollio, mentre Ollio somiglierà tantissimo a Stanlio con il suo comportamento ingenuo e piagnucoloso ed, ovviamente, senza baffetti.

## Riprese
Il corto è stato interamente girato presso gli Hal Roach Studios di Culver City, California.

## Curiosità
Il film, in Italia, fu doppiato non integralmente da Sordi-Zambuto, vi sono brevi sequenze mancanti, soprattutto nella vendita all'asta, e nella scena dell'ospedale. 
La comica fu usata in varie antologie di montaggio italiane, come Stanlio e Ollio alla riscossa (1963).